# تومي ريد
تومي ريد (بالإنجليزية: Thomas Reid)‏ (15 أغسطس 1905 في المملكة المتحدة - 1972) هو مدرب كرة قدم ولاعب كرة قدم بريطاني (وحمل سابقاً جنسية المملكة المتحدة لبريطانيا العظمى وأيرلندا) في مركز الهجوم. لعب مع أولدهام أثلتيك ومانشستر يونايتد ونادي ليفربول ونادي بارو.

## وصلات خارجية
- تومي ريد على موقع قاعدة بيانات كرة القدم.إي يو (الإنجليزية)